# Robert McFaul Campbell
Robert McFaul Campbell, detto Bobby (Belfast, 13 settembre 1956 – Huddersfield, 15 novembre 2016), è stato un calciatore nordirlandese, di ruolo attaccante.

## Carriera
Con la Nazionale nordirlandese ha preso parte ai Mondiali 1982.

## Palmarès

### Club

#### Competizioni nazionali
- Third Division: 1

Bradford City: 1984-1985